# محافظة يونغدوك
محافظة يونغدوك ((الكورية: 영덕군): يونغدوك غون) هي محافظة تقع في مقاطعة غيونغسانغ الشمالية، كوريا الجنوبية. وبلغ عدد سكانها 40,142 نسمة، سنة 2013.

## أعلام
- شن تاي يونغ
- كم جن كيو

## وصلات خارجية
- الموقع الإلكتروني لحكومة المحافظة نسخة محفوظة 8 مارس 2016 على موقع واي باك مشين.